# Aeroportul Internațional Joshua Mqabuko Nkomo
Aeroportul Internațional Joshua Mqabuko Nkomo (IATA: BUQ, ICAO: FVBU) este un aeroport din Bulawayo, Bulawayo Province⁠(d), Zimbabwe. A fost numit după Joshua Nkomo⁠(d).
Situat la o altitudine de 1.328 m, aeroportul dispune de o singură pistă. Este operat de Civil Aviation Authority of Zimbabwe⁠(d).